# 中國事務
《中國事務》季刊，由民進黨中國事務部於2000年7月開始出版，至2002年10月出版至第10期後宣告休刊。
創辦時的主任是顏萬進，於陳水扁2000年贏得總統大選後轉任海基會副秘書長；接替的是顏建發，後擔任中華民國外交部研究設計委員會主任委員。該刊的策劃人是梁文傑；實際編輯業務的是包淳亮。民進黨年輕一輩的軍事專家張國城亦曾任執行編輯。該刊標榜中立，撰稿者包括中國大陸學者如林毅夫、葉自成、徐博東，與眾多親藍營學者如吳玉山、石之瑜等。